# Домбровский, Юрий Осипович
Ю́рий О́сипович Домбро́вский (29 апреля (12 мая) 1909, Москва — 29 мая 1978, там же) — русский советский прозаик, поэт и литературный критик, мемуарист. Также был известен как археолог, искусствовед и журналист.

## Биография
Рос в семье интеллигентов: отец — Иосиф Витальевич (Гдальевич) Домбровский (1873—1920), присяжный поверенный еврейского происхождения; мать — Лидия Алексеевна (урождённая Крайнева, 1883—1961), евангелически-лютеранского исповедания, учёный в области анатомии и цитологии растений, впоследствии кандидат биологических наук и доцент Московской сельскохозяйственной академии. У Юрия была младшая сестра Наталья (1918—1943).
Дед его отца, уроженец Юрбурга Ковенской губернии Яков-Саул Домбровер (впоследствии Яков Савельевич Домбровский, 1794—1884), был сослан в Оёк в 1833 году как участник Польского восстания; в 1859 году он переехал в Иркутск, где занялся винокуренным производством и хлеботорговлей, приобрёл золотые прииски в Забайкальской области, построил Яковлевский винокуренный и крупчатомельничный заводы Я. С. Домбровского в Захальском (1865), стал купцом первой гильдии (1869) и одним из основателей местной еврейской общины, которую он возглавлял на протяжении двух десятилетий. Его сын (дед писателя) — купец первой гильдии Гдалий Яковлевич Домбровский (1842—1918), родился уже в посёлке Усть-Илга Верхоленского уезда Иркутской губернии, — золотопромышленник, директор Иркутского губернского тюремного комитета, староста Иркутского еврейского молитвенного дома. Бабушка писателя — Евдокия Леонтьевна Домбровская (в девичестве Лейбович, ?—1878), была дочерью купца первой гильдии Леонтия Осиповича Лейбовича. В 1928 году (через 5 лет после смерти отца) мать Ю. О. Домбровского вышла замуж вторично — за Николая Фёдоровича Слудского, сына математика и механика Ф. А. Слудского.
Учился в бывшей хвостовской гимназии в Кривоарбатском переулке в Москве. В 1928 году Юрий Осипович поступил на Высшие литературные курсы («брюсовские»), но они были закрыты в 1929. В 1930 году поступил на Центральные курсы издательских корректоров ОГИЗ РСФСР, которые окончил в октябре 1931.
В 1933 году был арестован и выслан из Москвы в Алма-Ату. Причиной ареста было то, что он сорвал флаг во время первомайского праздника на одном из домов, где жила знакомая, изменившая его приятелю. Его обвинили в том, что «срыв флагов, вывешенных в майские дни на домах, являлся формой политической и именно антисоветской демонстрации»; что он «распространял слухи об ОГПУ, политически дискредитирующие его как орган защиты диктатуры пролетариата» и «рассказывал злостные вымыслы в отношении И.В. Сталина». 
Работал археологом, искусствоведом, журналистом, занимался педагогической деятельностью. Второй арест — в 1936 году, был отпущен через несколько месяцев, успел до следующего ареста опубликовать первую часть романа «Державин». Печатался в «Казахстанской правде» и журнале «Литературный Казахстан».

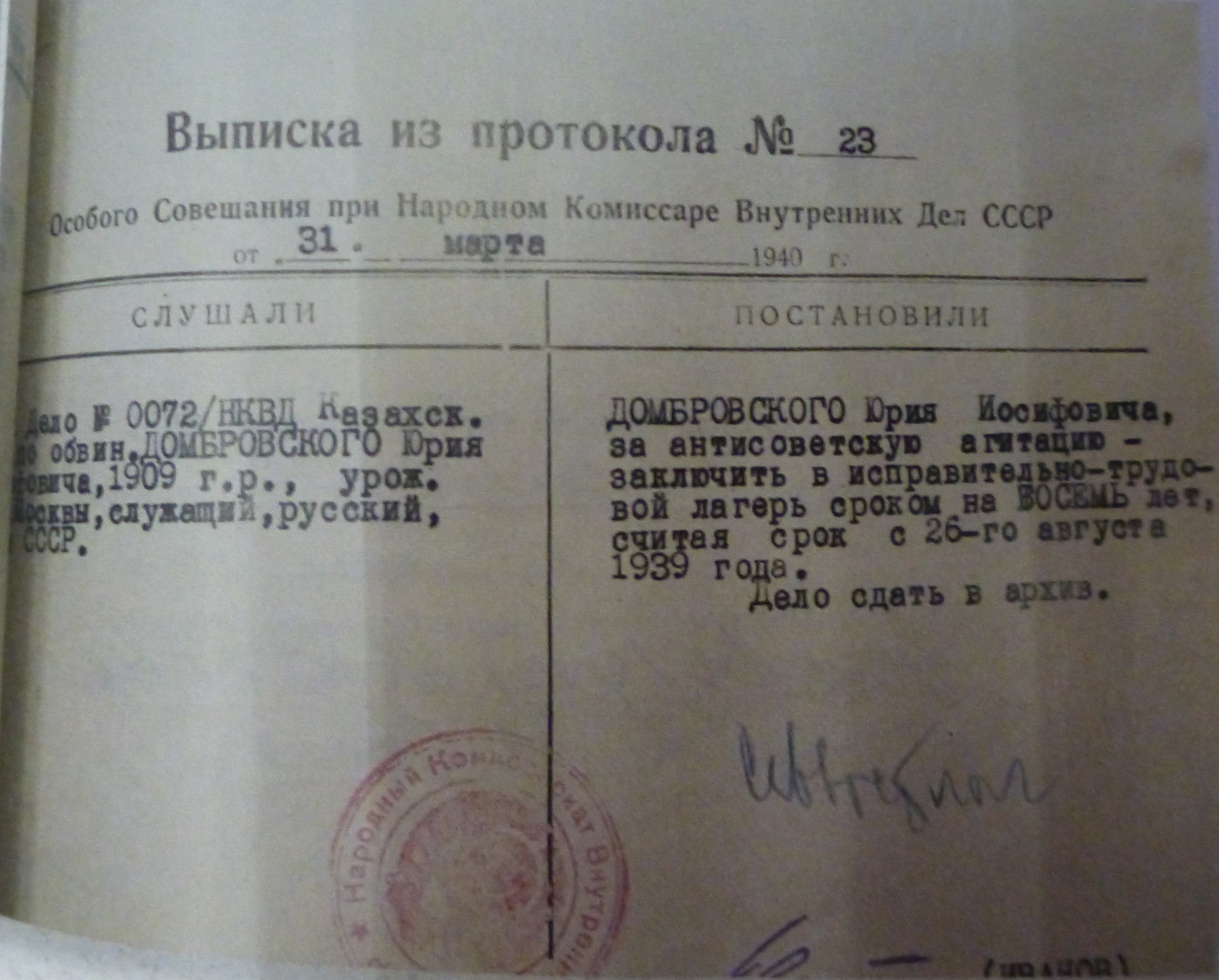
Выписка из протокола Особого совещания при наркоме внутренних дел СССР от 31 марта 1940 года о назначении Домбровскому 8 лет исправительно-трудовых лагерей

Третий арест — в 1939 году, приговорён 31 марта 1940 года к 8 годам исправительно-трудовых лагерей, срок отбывал сначала в Севвостлаге, затем прошёл через Бамлаг. В 1943 году был досрочно, по инвалидности, освобождён. 

Я многострадальнее Вас. Вы попали, очевидно, на рудник, а я на «прокаженку» — 23 километр. Очень много нужно, чтоб колымчанин окрестил лагпункт «прокаженкой», — и это многое там было полностью. Вы умирали в проклятом сарае стоя, мы дохли в брезентовых палатках лежа. Только и разницы. Зимой я из палатки выходил только раз — посмотреть сполохи, предвещающие войну, а в августе, когда она наступила, — нас собрали и по инвентарному списку погрузили на «Дзержинский» и повезли на Большую Землю. Там в бухте Находка то на земле, то на нарах, то на больничной койке я провалялся год. Умирал, умирал и не умер. (Помните, Вы как-то мне говорили, что если случится железнодорожная катастрофа, то погибнут все, кроме Вас, — Вы столько пережили, что бессмертны. Вот таким же Вечным Жидом чувствовал себя и я.) Когда выяснилось, что я уж и не умру, меня вместе с другими кащеями погрузили в товарняк и повезли. 
Довезли до крошечного (4 л/п!) лагеречка «Средняя Белая» и сбросили... Тут в этой степи я опять стал сдыхать и так быстро, что меня зимой 43 года еле-еле успели выбросить (по актировке) за ворота.
— Из письма Ю. Домбровского Леониду Варпаховскому от  7 мая 1956 года//«Наше наследие», №2, 1991 год, стр. 111
Вернулся в Алма-Ату, работал в театре. Читал курс лекций по В. Шекспиру. Написал книги «Обезьяна приходит за своим черепом» и «Смуглая леди».
Четвёртый арест пришёлся на 1949 год. В ночь на 30 марта писателя вновь арестовали. Ключевую роль сыграли показания Ирины Стрелковой, в то время корреспондентки «Пионерской правды». Алмаатинский областной суд приговорил его к 10 годам лагерей по обвинению в том, что он «систематически среди своих знакомых высказывал антисоветские измышления о возникновении войны между Америкой и Советским Союзом и что в этой войне Америка одержит победу. Клеветал по адресу вождя партии, охаивал советскую и русскую классическую литературу. Кроме того, читал среди своих знакомых стихи антисоветского содержания о лагерях.». В 1955 году Президиум Верховного Суда Казахской ССР оставил в силе приговор Алмаатинского областного суда, однако по протесту прокурора снизил меру наказания до 6 лет лагерей, и Домбровский был освобожден.. Место заключения — Озерлаг (Тайшет).
После освобождения жил в Алма-Ате, затем ему было разрешено прописаться в родной Москве. Был полностью реабилитирован в 1956 году в связи с отсутствием состава преступления . Занимался литературной работой. В 1964 году в журнале «Новый мир» был опубликован его роман «Хранитель древностей».
Вершина творчества писателя — роман «Факультет ненужных вещей», начатый им в 1964 году и законченный в 1975 году. Это книга о судьбе ценностей христианско-гуманистической цивилизации в мире антихристианском и антигуманистическом, а также о людях, которые взяли на себя миссию верности этим идеалам и ценностям, «ненужным вещам» для сталинского строя. Главные антигерои в романе — работники «органов», чекисты — «нержавеющие шестерёнки» бесчеловечного режима. В СССР роман напечатан быть не мог, но в 1978 году он был опубликован на русском языке во Франции.
Творчество Домбровского традиционно высоко оценивается в критике. Его нередко считают одним из крупнейших русских прозаиков XX века. Критик Евгений Ермолин, например, пишет: «Перечитав „Факультет“, я бы сказал с полной мерой ответственности: это — последний по времени создания (1975 год) великий русский роман. Треть века без Юрия Домбровского, а главный его роман не просто, как принято говорить, сохраняет непреходящую значимость. Он как-то даже вырос в своей художественной цене».
Домбровский писал и стихи. Зимой 1940 года, в Севвостлаге, он написал стихотворение «Амнистия» о Богоматери, освобождающей «каждого пятого» заключенного. Его связывают с начавшимися после прихода Л. Берии на должность наркома внутренних дел освобождениями осужденных по «58-й статье», при этом было непонятно, почему одних невинно осужденных освобождают, а других оставляют в заключении. 
За год до смерти (в 1977 году) написан последний рассказ «Ручка, ножка, огуречик», ставший пророческим. Опубликован в журнале «Новый мир» (№ 1, 1990).
Усилиями вдовы Домбровского, Клары Файзулаевны Турумовой-Домбровской (под своим именем фигурирует в романе «Хранитель древностей»), в 1990-е годы увидел свет шеститомник писателя.

### Обстоятельства смерти
В марте 1978 года, вскоре после выхода на Западе романа «Факультет ненужных вещей», 68-летний Домбровский был жестоко избит группой неизвестных в фойе ресторана Центрального дома литераторов в Москве. Через два месяца после инцидента, 29 мая 1978 года, скончался в больнице от сильного внутреннего кровотечения, вызванного варикозом вен органов пищеварения.
Похоронен в Москве на Кузьминском кладбище (участок № 90).

## Семья
- Брат отца — присяжный поверенный Борис Гдальевич (Витальевич) Домбровский (1883, Иркутск — 1931, Париж), издатель журнала «Мир и творчество»[24].
- Первая жена — Галина Николаевна Жиляева-Шуева[25] (1884—?[12][26][27]).
  - Сын — Виталий Юрьевич Домбровский (род. 14 апреля 1937)[28].
- Вторая жена — Клара Файзулаевна Турумова-Домбровская (1939—2022), филолог.

## Книги
- Домбровский Ю. О. Державин: биографический роман. — Алма-Ата: КИХЛ, 1939. — 262 с.: ил. — (в сокращении[: книга первая]).
- Домбровский Ю. О. Обезьяна приходит за своим черепом: роман. — М.: Советский писатель, 1959.
  - Домбровский Ю. О. Обезьяна приходит за своим черепом. — М.: Советский писатель, 1959. — 416 с. — 30 000 экз. (в пер.)
- Домбровский Ю. О. Хранитель древностей: роман // «Новый мир»: журнал. — 1964; отд. изд. — 1966; полное издание — Paris, 1978.
  - Домбровский Ю. О. Хранитель древностей. — М.: Советская Россия, 1966. — 256 с. — 100 000 экз. (в пер.)
- Домбровский Ю. О. Смуглая леди: три новеллы о Шекспире. — М.: Советский писатель, 1969. — (в твёрдом переплёте, суперобложка).
  - Домбровский Ю. О. Смуглая леди: три новеллы о Шекспире. — М.: Советский писатель, 1969. — 184 с. — 30 000 экз. — (в твёрдом переплёте, суперобложка).
- Домбровский Ю. О. Факел. Рассказы. — Алма-Ата: Жазушы, 1974. — 112 с. — 12 000 экз.
- Домбровский Ю. О. Факультет ненужных вещей: роман. — Paris: ИМКА-Пресс, 1978; в СССР — в журнале «Новый мир» в 1988 г.; отдельное издание — М.—Алма-Ата—Хабаровск, 1989—1990.
  - Домбровский Ю. О. Факультет ненужных вещей. — М.: Художественная литература, 1989. — 512 с. — 500 000 экз. — ISBN 5-280-00907-5. (обл.)
  - Домбровский Ю. О. Факультет ненужных вещей. — М.: Советский писатель, 1989. — 720 с. — 200 000 экз. — ISBN 5-265-01092-0. (в пер.)
  - Домбровский Ю. Факультет ненужных вещей. — Алма-Ата: Жазушы, 1990. — 640 с. — 100 000 экз. — ISBN 5-605-00820-X. (в пер.)
  - Домбровский Ю. О. Факультет ненужных вещей. — Хабаровск: Книжное издательство, 1990. — 528 с. — 100 000 экз. — ISBN 5-7663-1067-7. (в пер.)
- Домбровский Ю. О. Рождение мыши: роман в повестях и рассказах. — Первое отдельное издание. — М.: ПРОЗАиК, 2010.
  - Домбровский Ю. О. Рождение мыши: роман в повестях и рассказах / Предисловие Дмитрия Быкова. — М.: ПРОЗАиК, 2010. — 512 с. — 3000 экз. — ISBN 978-5-91631-096-2.

## Из книг, вышедших после смерти
- Домбровский Ю. Собрание сочинений: в 6 т. — М.: Терра, 1992—1993. — 25 000 экз.
- Домбровский Ю. О. Меня убить хотели эти суки / Вступительная статья и составление К. Ф. Турумовой (Домбровской). — М.: Московское историко-литературное общество «Возвращение», 1997. — 200 с. — 7000 экз. — ISBN 5-7157-0061-2. (в пер.)
- Iurii Dombrovskii: Freedom Under Totalitarianism (2000) Responsibility: Peter Doyle (ISBN 9789057026249), Series Title: Routledge Harwood Studies in Russian and European Literature (Volume 4).
- Домбровский Ю. О. Избранное: в 2 т. — Екатеринбург, 2000. — 15 000 экз.
- Домбровский Ю. О. Гонцы / Составитель К. Ф. Турумова-Домбровская; Ред. Э. Мороз. — М.: МИК, 2005. — 312, [32] с. — 3000 экз. — ISBN 5-87902-077-0. (в пер.)
- Домбровский Ю. О. Избранное: в 2 т. — М.: Книжный клуб 36.6, 2009. — Т. 1 — 624 с.; Т. 2 — 800 с. — 5000 экз.
- Домбровский Ю. О. Стихи. Графика / Худож. Б. П. Свешников. — М.: МАКС Пресс, 2017. — Тираж 300 экз.
- Домбровский Ю. О. Державин, или Крушение империи: роман / Предисл. Д. Л. Быкова, послесл. В. Н. Кузнецова. — Оренбург: Оренбургское книжное издательство имени Г. П. Донковцева, 2018. — 288 с.: ил. — 1500 экз.
- Домбровский Ю. О. Поэт и муза / Предисл. К. Ф. Турумовой-Домбровской; биография А. В. Морозова. — Оренбург: Оренбургское книжное издательство имени Г. П. Донковцева, 2019. — 80 с.: ил. — 1000 экз.